# لياندرو فليتاس
لياندرو فليتاس (بالإسبانية: Leandro Fleitas)‏ (29 ديسمبر 1983 في الأرجنتين - ) هو لاعب كرة قدم أرجنتيني في مركز الدفاع. لعب مع أرجنتينوس جونيورز وأليانزا ليما وأوليمبو وخوان أوريتش وClub Atlético Douglas Haig ‏.

## وصلات خارجية
- لياندرو فليتاس على موقع إي إس بي إن إف سي (الإنجليزية)
- لياندرو فليتاس على موقع قاعدة بيانات كرة القدم.إي يو (الإنجليزية)